# جان جوهانسن
جان جوهانسن (به انگلیسی: Jon Lech Johansen) (زاده ۱۸ نوامبر ۱۹۸۳) یک برنامه‌نویس و ستاره اینترنتی اهل نروژ است. وقتی یک نوجوان پانزده ساله بود، الگوریتم رمزنگاری محتوای دستگاه‌های دی‌وی‌دی (DVD) که برای استفاده مجاز طراحی شده بود را شکست و با قرار دادن کد رمزگشای آن در شبکه جهانی وب، خسارات هنگفتی رابه صاحبان این صنعت وارد آورد و به همین دلیل به DVD Jon معروف شد. او شرکت دابل تویست (به انگلیسی: doubleTwist) را تأسیس کرده است.